# 德吕埃勒
德吕埃勒（法語：Druelle，法語發音：[dʁyɛl]）是法国阿韦龙省的一个旧市镇，属于罗德兹区。2017年，德吕埃勒与市镇巴尔萨克合并为新市镇德吕埃勒-巴尔萨克，德吕埃勒为新市镇行政中心。

## 地理
德吕埃勒（44°20'40"N, 2°29'35"E）面积35.68 平方千米，位于法国奧克西塔尼大區阿韦龙省，该省份为法国南部内陆省份，位于法國中央高原南部，北起顺时针与康塔爾省、洛泽尔省、加尔省、埃罗省、塔恩省、塔恩-加龙省和洛特省接壤。
与德吕埃勒接壤的市镇（或旧市镇、城区）包括：巴尔萨克、巴拉克维尔、克莱尔沃达韦龙、吕克-拉普里莫布、穆瓦拉泽斯、奥朗普斯、奥内堡、罗德兹。

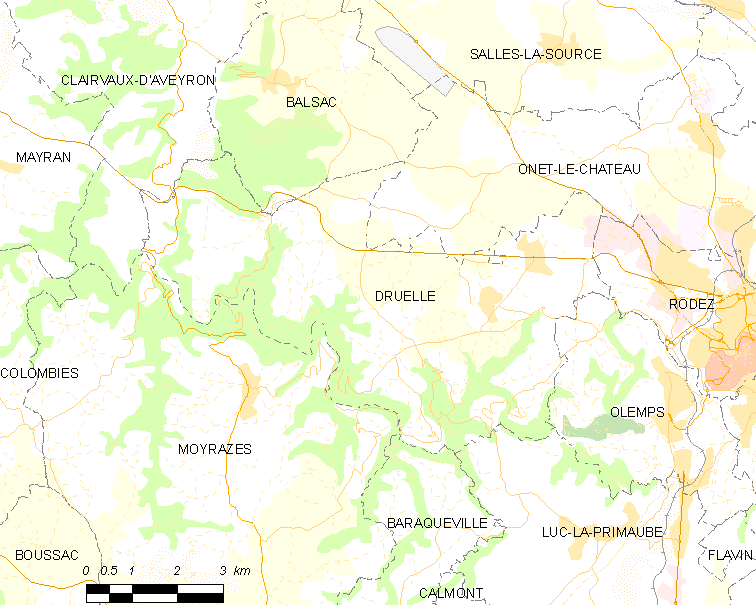
德吕埃勒的OSM定位图

德吕埃勒的时区为UTC+01:00、UTC+02:00（夏令时）。

## 行政
德吕埃勒的邮政编码为12510、12000，INSEE市镇编码为12090。

## 政治
德吕埃勒所属的省级选区为山谷县。

## 人口

1962-2008年间德吕埃勒人口变化图示

德吕埃勒于2017年1月1日时的人口数量为2512人。